# Raoul Didkowski
Albin Émile Raoul Didkowski, né le 2 septembre 1892 à Villevieille (Gard) et mort le 6 août 1973 à Montpellier (Hérault), est un haut fonctionnaire français, préfet des Pyrénées-Orientales (1936-1940), puis directeur de la Sûreté nationale avant d'être nommé le 9 août 1940 préfet de l'Isère (1940-1943). Il sert la République puis le régime de Vichy. Il finit sa carrière comme directeur de cabinet de différents ministres.

## Biographie
Le grand-père de Raoul Didkowski, le docteur Grégoire Didkowski, est un Polonais réfugié dans le Gard. La famille Didkowski est protestante. Raoul suit des études de droit jusqu'à obtenir une licence. Il est appelé sous les drapeaux durant la Première Guerre mondiale, du 11 août 1914 au 23 août 1917, puis du 16 octobre 1918 au 25 août 1919. Entre-temps, il est conseiller à la préfecture de la Drôme. De 1920 à 1935, il sert à différents postes de l'administration préfectorale, à Ussel, en Ille-et-Vilaine, dans le Bas-Rhin, à Alger, dans la Saône-et-Loire, atteignant le grade de sous-préfet hors-classe. En 1935 et 1936, il travaille dans les cabinets de divers ministres comme Joseph Paganon, Pierre Mazé et Robert Jardillier.

### Préfet des Pyrénées-Orientales
Le 16 septembre 1936, Raoul Didkowski succède à François Taviani comme préfet des Pyrénées-Orientales, département de l'extrême Sud de la France limitrophe de l'Espagne.
En Espagne, la guerre civile oppose les républicains aux nationalistes espagnols. Le gouvernement français a pour doctrine le non-interventionnisme, refusant de prendre part à cette guerre. Les Pyrénées-Orientales, proche de la Catalogne républicaine, servent de base arrière à des volontaires des Brigades internationales soutenant les Républicains. Le rôle de Raoul Didkowski est mal connu : selon certains témoins, comme Maurice Jaquier et Jean-Guy Bourrat, Didkowski soutenait secrètement les échanges clandestins de combattants, de réfugiés et d'armes entre la France et l'Espagne, mais son rôle précis est discuté.
En janvier 1939, Barcelone tombe aux mains des nationalistes espagnols, qui gagnent définitivement la guerre. S'ensuit un exode massif de centaines de milliers de républicains et de leur famille (Retirada), notamment vers les Pyrénées-Orientales. Tout d'abord réticent, le gouvernement français doit ouvrir la frontière pour accueillir plus de 500 000 réfugiés. Le préfet Didkowski est chargé d'organiser leur accueil et ravitaillement dans des camps de concentration de fortune bâtis à l'occasion.
C'est à l'occasion d'une visite de ces camps, le 25 juillet 1939, que Philippe Pétain rencontre Raoul Didkowski. Le Maréchal dira que le préfet a produit sur lui « la meilleure impression ».

### Préfet de l'Isère
Le 18 juin 1940, Raoul Didkowski est nommé directeur de la Sûreté nationale, poste qu'il ne conserve que jusqu'au 10 juillet suivant, jour de l'arrivée au pouvoir du Maréchal Pétain.
Démis de ces fonctions à la sûreté nationale, Raoul Didkowski, par sa proximité avec la SFIO et le Front populaire, n'a pas le profil requis pour obtenir un poste dans l'organigramme mis en place par le nouveau régime. Cependant, Jean Berthoin, qui lui-même vient à Grenoble comme trésorier payeur général, le fait nommer préfet de l'Isère le 8 août 1940. Durant les "années noires", ils gardent des relations amicales et professionnelles et se rencontrent plusieurs fois par semaine pour régler les problèmes administratifs et politiques. Ces deux hommes rencontrent plusieurs fois Jean Moulin entre le 1er janvier 1942 et le 3 juillet 1943. Raoul Didkowski apparaît comme un personnage ambigu. Il est un fonctionnaire zélé pour appliquer la politique de Vichy : arrestations de communistes envoyés à Fort-Barraux, rafles de Juifs étrangers le 26 août 1942. Raoul Didkowski est décoré de la Francisque en janvier 1942. Mais d'autre part, durant les neuf mois de l'Occupation italienne de novembre 1942 à septembre 1943, il se soumet à l'avis du général d'occupation Maurizio Lazzaro di Castiglioni pour freiner les mesures antisémites et le département devient alors une "terre de refuge" pour plusieurs milliers de Juifs. Par ailleurs, les services de la préfecture délivrent de vraies "fausses cartes" à ceux qui sont en difficultés. À tel point qu'en mars 1943, des Juifs écrivent "Le préfet fait tout ce qu'il peut pour nous aider". À l'automne 1942, Didkowski était prêt à démissionner mais Berthoin le convainc de rester pour éviter à l'Isère un "préfet de Laval". Le 9 août 1943, il démissionne effectivement et se rend à Villevieille (Gard) où il est arrêté par la Gestapo.
Il est déporté le 30 juin 1944 en tant que « personnalité-otage » au château d'Eisenberg,, en Bohême, où il restera détenu jusqu'en avril 1945.

### Après guerre
Après la guerre, Raoul Didkowski est nommé préfet honoraire le 6 août 1948 et directeur de cabinet du ministre des Anciens combattants de 1951 à 1953.

## Distinctions
- Chevalier de la Légion d'honneur (1936)
- Officier de la Légion d'honneur (1939)
- Commandeur de l'ordre du Mérite combattant, de droit en tant que membre du conseil de l'ordre (1953)[7]
- Ordre de la Francisque